# کلیسای هوهانس مقدس (ووسکوان)
کلیسای هوهانس مقدس (ارمنی: Սուրբ Հովհաննես եկեղեցի) یک کلیسا متعلق به کلیسای حواری ارمنی واقع در شهر ووسکوان، استان تاووش ارمنستان می‌باشد.  این بنا به سبک معماری ارمنی طراحی شده است.